# 붕장어
붕장어(弸長魚)는 붕장어과에 속하는 물고기이다. 뱀장어와 닮았지만, 뱀장어는 작은 비늘이 피부에 나있는 반면 붕장어와 곰치는 비늘이 없다.

## 용어
붕장어((硼長魚)는 흔히 아나고(일본어: 穴子, アナゴ)라고도 불리며, 바다 장어라고도 한다.

## 형태
몸길이는 보통 암컷이 약 90cm, 수컷이 40cm로, 암컷이 수컷보다 훨씬 크다. 등지느러미가 가슴지느러미 끝보다 약간 앞쪽에서 시작한다. 비늘은 없다.

## 습성
주로 내만의 해조가 무성한 모래바닥이나 민물이 흘러드는 내만 및 섬 주변의 물살이 느린 곳에 무리를 이루어 산다. 낮에는 모래 바닥과 바위 틈에 숨어 있다가 밤에 나와서 어린 물고기·게·새우를 잡아먹고, 먼바다의 섬 주변에서는 새우를 잡아먹는다. 산란기는 늦봄부터 늦여름까지이다. 부화된 지 3년이 안 되는 어린 붕장어는 봄부터 여름에 걸쳐 근해로 이동하고, 가을부터 겨울까지는 연안으로 이동하지만 3년 이상 자란 붕장어는 이동하지 않고 일정한 장소에서 산다. 한국 및 일본 연안, 중국해에 분포한다.

## 특징
붕장어를 비롯한 장어류의 혈액과 점액질에는 식중독을 유발하는 이크티오헤모톡신(ichthyohemotoxin)이라는 독성물질이 있기 때문에 회로 먹을 때는 주의해야 한다. 피를 말끔히 제거하지 않으면 구토와 설사, 호흡곤란까지 일으킬 수 있다. 열을 가하면 독성이 제거돼 탕이나 구이로 먹는 것이 안전하다.

## 같이 보기
- 갯장어
- 뱀장어
- 먹장어